# Furadouro (Sabacheira)
Furadouro ist ein Dorf in der portugiesischen Gemeinde (Freguesia) Sabacheira (Concelho Tomar).
Der Ort liegt im südöstlichen Gemeindegebiet. Das Ortsbild wird geprägt von der Capela de Nossa Senhora de Fátima.